# Прапор села Зачепилівки
Пра́пор Зачепи́лівки затверджений 25 серпня 1999 р. рішенням Зачепилівської сільської ради. 
Автор проекту прапора  — А. Гречило.

## Опис
Квадратне жовте полотнище, на якому два зелені яворові листки, над ними — синя восьмипроменева зірка.

## Значення символіки
У Зачепилівці народився поет Борис Олійник. Сюжет герба пов'язаний з його віршем «Ти — зорею, а я — кленом», у якому оспівується самобутність та традиційність села. Зірка підкреслює історичний зв'язок із Санжарами (село входило до Санжарської сотні, а на гербі цього містечка фігурувала зірка). Яворові (кленові) листки вказують на відродження села, відновлення місцевої ради. Золоте поле означає багатство й добробут, хліборобську працю.